# Antarctic (fartyg)
Antarctic var ett svenskt expeditionsfartyg som användes under flera svenska forskningsresor till Arktis och Antarktis åren 1898 till 1903. Från "Antarctic" genomfördes 1895 den första dokumenterade landstigningen på Fastlandsantarktis.

## Om fartyget
Antarctic var en tremastad  bark med ångmaskin och byggdes 1871 i norska Drammen och döptes då till "Cap Nor". Fartyget användes till sälfångst kring Svalbard, Jan Mayen och Grönland, under denna tid tjänstgjorde bland andra Carsten Borchgrevink på fartyget.
I början av 1890-talet ville den norske redaren Svend Foyn söka fiskelycka i Antarktiska havet och behövde därför dugliga fartyg. Foyn köpte då "Cap Nor", genomförde reparationer och döpte 1893 om fartyget till "Antarctic". 1897 köptes fartyget av Alfred Nathorst och genomgick omfattande reparationer i Kristiania inför den planerade expeditionen 1898 till Svalbard. 1899 sålde Nathorst nu fartyget till dansken Georg Carl Amdrup inför dennes expedition till Östgrönland. 1900 köpte sedan Otto Nordenskjöld fartyget inför den planerade Antarktisexpeditionen.

## Expeditioner

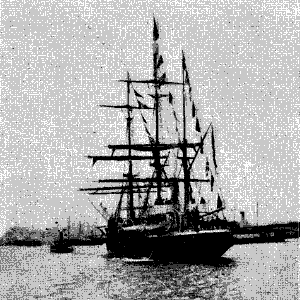
Antarctic lämnar hamnen i Göteborg 1901

De första åren användes fartyget med kapten Gullik Jensen som sälfångstfartyg i Arktis. 1894 till 1895 användes Antarctic under kapten Leonard Kristensen på en valfångstexpedition till Antarktis under ledning av norske Henrik Bull. Resan blev historisk då man den 24 januari 1895 genomförde den första dokumenterade landstigningen på Fastlandsantarktis. Landstigningen ägde rum vid Cape Adare i Victoria Land på Östantarktis och i landstigningsgruppen ingick bland andra Carsten Borchgrevink, Henrik Johan Bull, Alexander Tunzelmann och kaptenen Leonard Kristensen (möjligen kan brittisk-amerikanske sälfångaren John Davis ha landstigit redan den 7 februari 1821, dessa uppgifter finns dock ej bekräftade).
1898 användes sedan fartyget under kapten Emil Nilsson på Nathorsts polarexpedition till Björnön, Svalbard och Kong Karls land. Här medföljde bland andra Axel Hamberg, Otto Kjellström, Gustaf Kolthoff och Henrik Hesselman. 1899 användes Antarctic på en expedition till norra Grönland i syfte att finna Andrées polarexpedition från 1897 då man samtidigt kartlade områden runt Grönland. 1901 hyrde Nordenskjöld ut fartyget till sommarexpeditionen av den Svensk-ryska gradmätningsexpeditionen under ledning av Gerard de Geer.
Den 16 oktober 1901 lämnade Antarctic under kapten Carl Anton Larsen hamnen i Göteborg på Nordenskjölds Antarktisexpedition. Detta skulle bli fartygets sista resa.

## Förlisningen

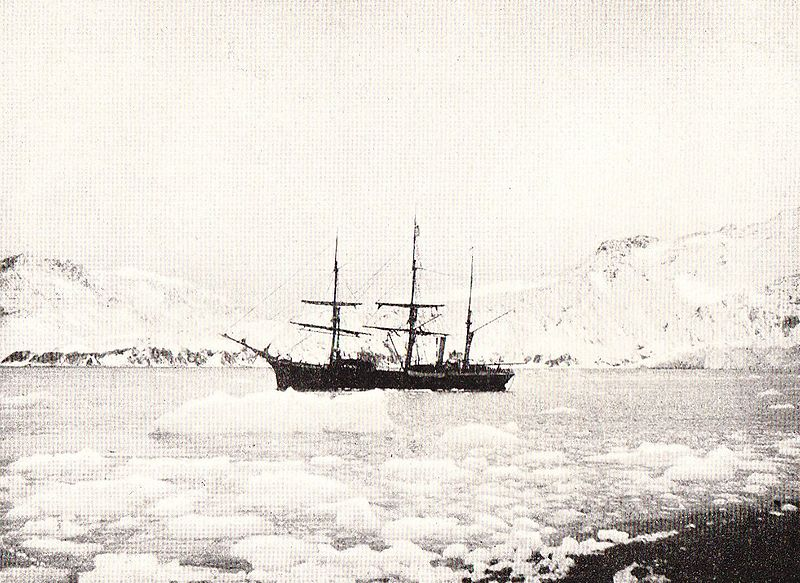
Antarctic fast i packisen

Efter att ha övervintrat på Falklandsöarna lämnade "Antarctic" hamnen den 5 november och begav sig mot Ushuaia för att bunkra förnödenheter. Här lämnade man också meddelanden till såväl argentinska som svenska myndigheter om planerade rutter och lägerplatser. Sedan fortsatte man till Antarctic-sundet nära Nordenskjölds läger. Fartyget fastnade i ismassor och man beslöt den 29 december att landsätta Johan Gunnar Andersson, Samuel Duse och besättningsmannen Toralf Grunden vid Hope Bay.
"Antarctic" kom sedermera loss och fortsatte mot Pauletön där fartyget den 9 januari fastnade igen. Fartyget kom den 3 februari loss ytterligare en gång men hade nu sprungit läck så Larsen försökte strandsätta fartyget på Pauletön. På väg dit sjönk fartyget den 12 februari 1903 ca 40 km från målet.

## Eftermäle
När Nathorst hörde om förlisningen sade han detta "syntes mig vida ärofullare än om hon gått till mötes träfartygens vanliga öde att långsamt förruttna i någon hamn, eller att blifva använd till något för hennes bestämmelse såsom ishafs- och forskningsfartyg vida aflägset ändamål". 1944 gav Johan Gunnar Andersson ut en minnesbok om fartyget med titeln Antarctic: stolt har hon levat stolt skall hon dö utgiven av förlaget Saxon & Lindström.